# 张允文
张允文（？—？），祖籍不详，明朝初期政治人物。

## 生平
经荐举。洪武元年，擔任工部侍郎。洪武二年，升任工部尚書。